# Alpercata
Alpercata là một đô thị thuộc bang Minas Gerais, Brasil. Đô thị này có diện tích 167,349 km², dân số năm 2007 là 7007 người, mật độ 42,6 người/km².